# Somerset Levels

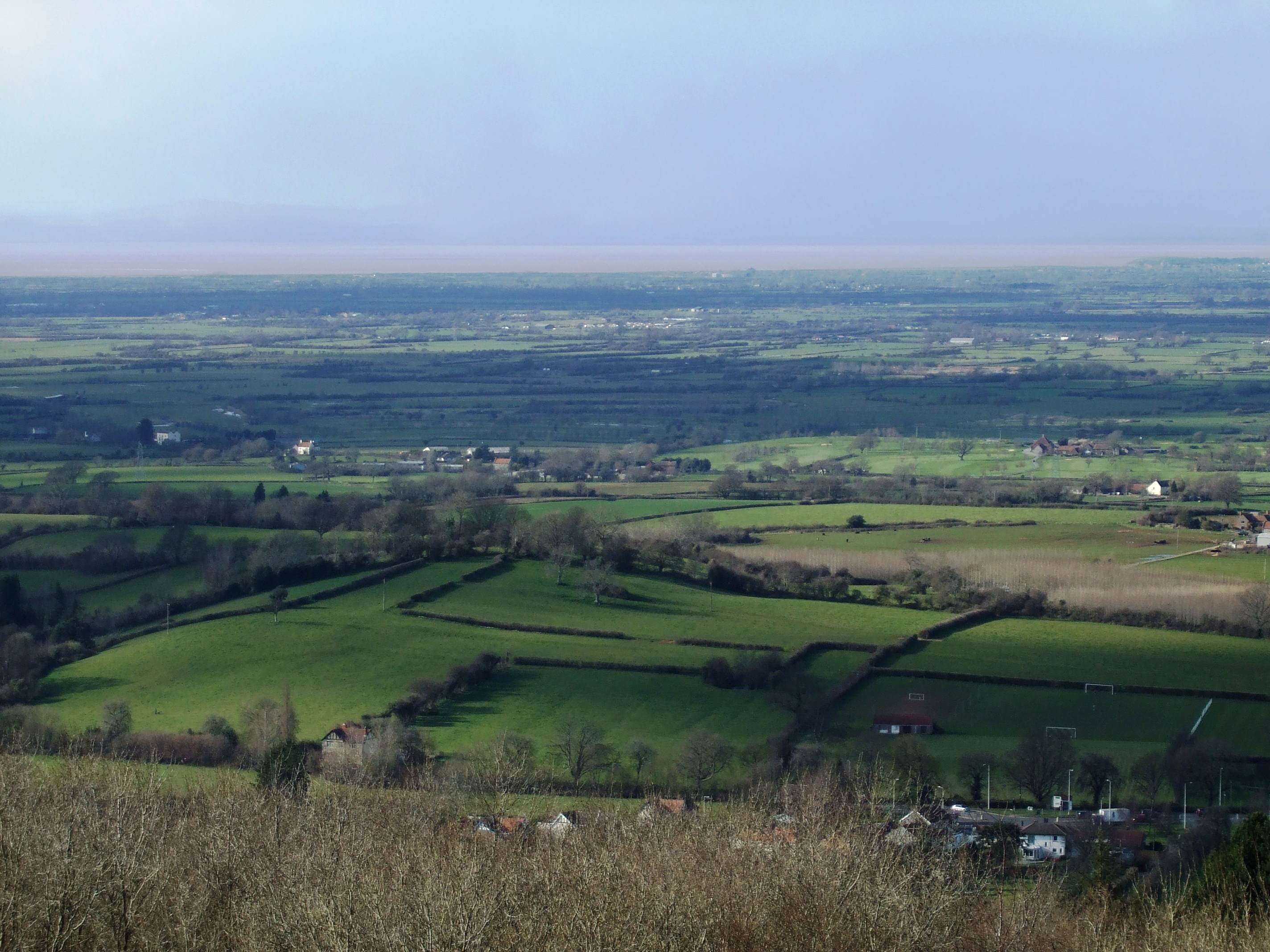
Na równinie Somersetu

Somerset Levels, rzadziej Somerset Level and Moors – płaski obszar pokryty mokradłami, położony pomiędzy wzgórzami Quantock Hills i Mendip. Obszar graniczy z ujściem rzeki Severn, które jest miejscem dużych pływów, co powoduje powodzie na tym obszarze. Równinę dzielą na połowę wzgórza Polden.
Powierzchnia równiny wynosi około 650 km². Administracyjnie większa część równiny należy do dystryktu Sedgemoor ze stolicą w Bridgwater. Ponad 70% obszaru stanowią łąki a 30% ziemia orna.

## Największe ośrodki równiny
- Bridgwater
- Burnham-on-Sea
- Glastonbury
- Highbridge
- Langport
- Somerton
- Westonzoyland